# Barco (Marcallo con Casone)
Barco (Barc in dialetto milanese) è una località del comune di Marcallo con Casone in provincia di Milano.

## Geografia fisica

### Territorio
Barco è caratterizzato da un ambiente prevalentemente pianeggiante, tipico della Pianura padana, quasi privo di fontanili e corsi d'acqua naturali ma ricco di coltivazioni che occupano la maggior parte del territorio della località.
Milano è il centro di maggior rilievo più vicino da cui dista una trentina di chilometri anche se per importanza e disponibilità di servizi il centro più vicino può essere considerato Magenta.

### Geologia ed idrografia
Il terreno è geologicamente composto da terreni alluvionati terrazzati e da depositi eolici oltre che da travertini, la cui formazione è da ricondurre al Pleistocene (2,58 milioni - 11.700 anni fa).

### Sismologia
Dal punto di vista sismico Barco presenta un rischio molto basso ed è stata classificata come il comune zona 4 (bassa sismicità) dalla protezione civile nazionale.

## Storia
Barco, il cui toponimo sembrerebbe fare riferimento ad un luogo o area recintata, fa risalire le proprie origini all'epoca longobarda. Dall'XI secolo, la nobile famiglia milanese dei Crivelli vi tenne dei possedimenti.
Nel cortile del centro storico, in una casa d'abitazione di attuale proprietà Berra, sotto il portico, si trova un affresco del Trecento raffigurante Sant'Agostino e Sant'Ambrogio e la scritta: "Gloria in excelsis", il tutto accompagnato da una raffigurazione dell'Annunciazione. Si ha ragione di credere che si tratti di locali un tempo parte di un convento dei "Fratelli Ambrosiani" tra i cui fondatori si annoverava anche Alessandro Crivelli, da cui appunto il legame con la famiglia proprietaria.
A poca distanza sorge una chiesetta privata del XIII secolo dedicata a san Michele Arcangelo, santo patrono introdotto certamente al culto dai longobardi che fu donata da Alessandro Garvaglia alla parrocchia per tumulare le spoglie di monsignor Castiglioni.
Questo piccolo borgo diede i natali ad un illustre prelato; il 18 aprile 1874 nacque monsignor Paolo Castiglioni, legatissimo alla figura del cardinale Alfredo Ildefonso Schuster e che fu presidente del tribunale ecclesiastico arcivescovile di Milano nonché delegato al conclave del 1939 a seguito della morte di papa Pio XI.
I conti Valentini antica e nobile famiglia mantovana di origini longobarde, assieme ai conti Jacini, originari di Casalbuttano (Cremona) dove possedevano un'azienda agricola, uno stabilimento per la filatura del lino e per la trattura e filatura della seta, furono gli ultimi grandi proprietari del luogo.
La crisi del comparto serico iniziò lentamente dal 1871, i modesti profitti nel commercio della seta, convinsero Stefano Jacini a puntare su produzioni diversificate: foraggi, allevamento ed il settore lattiero-caseario. Purtroppo lo sguardo lungo di Stefano si scontrò con la miopia dei successori che preferirono lo status di "possidenti" a quello di imprenditori.
I Cucco proprietari di fornaci in zona (ed in particolare il sig. Alfonso), costruirono a Barco nel 1925 una fornace per
produrre mattoni su una superficie di 30.000 m² di cui 1.000 coperti, impegnando un centinaio di maestranze perlopiù locali.

## Monumenti e luoghi d'interesse

### Architetture religiose

#### Chiesa di San Michele

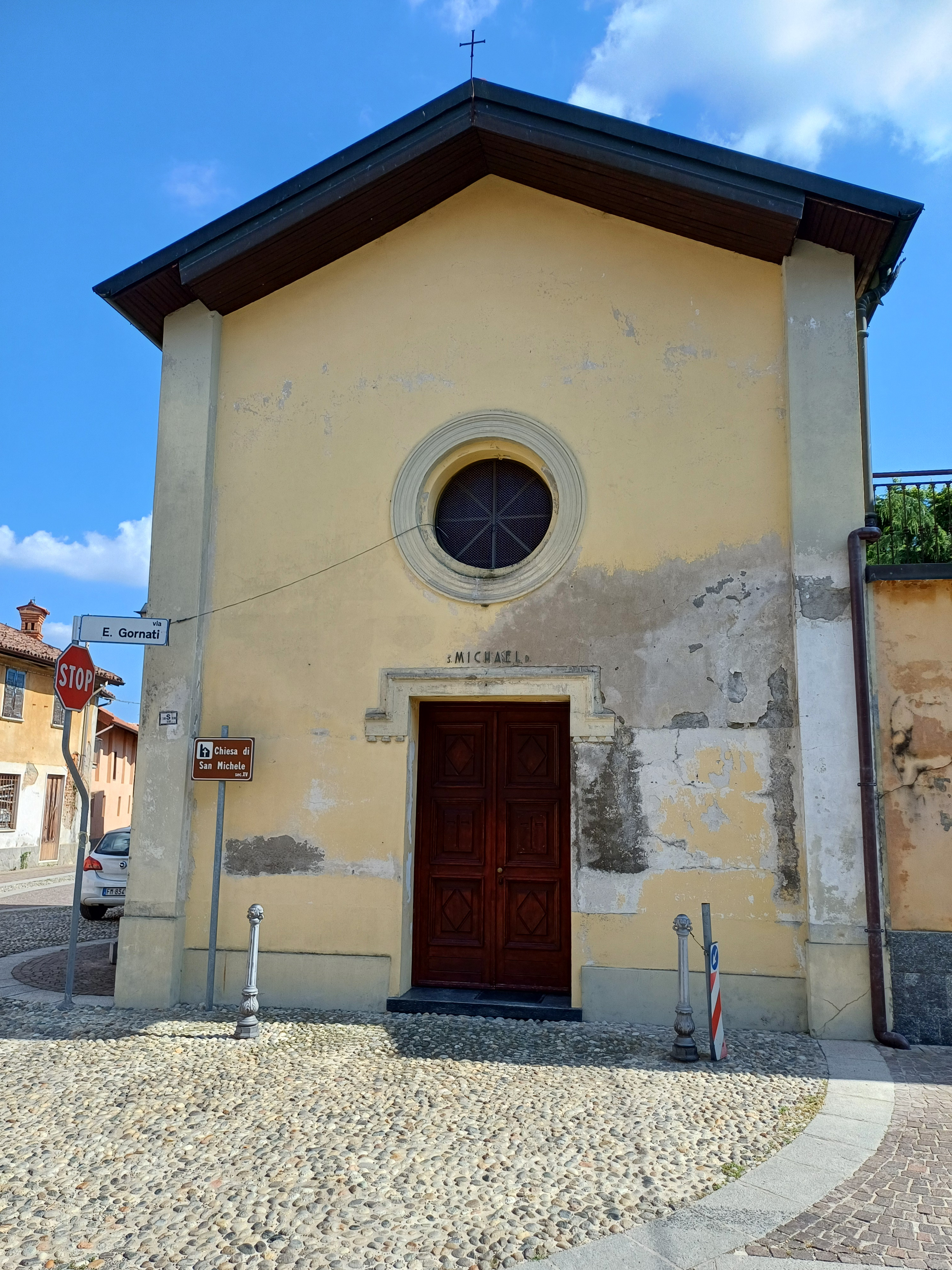
La chiesa di san Michele

La chiesa, eretta nel XII secolo e sita sul territorio di Barco, è dedicata a San Michele arcangelo. Sulla base della struttura e della dedicazione al santo arcangelo protettore dei Longobardi, si è ritenuto che tale chiesa avesse potuto avere addirittura origini ancora più antiche. Il santo patrono è infatti raffigurato proprio nell'affresco sull'altare maggiore, a fianco di una Madonna col Bambino che porge un grappolo d'uva, simbolo della famiglia Vitali (presente anche nello stemma del comune di Marcallo con Casone) che finanziò ampiamente i lavori di rifacimento della chiesetta nel XVIII secolo; in primo piano ed inginocchiato appare un San Carlo Borromeo, aggiunto successivamente.
L'esterno è di forme semplici, contraddistinto da un unico portale d'accesso contornato in pietra e sovrastato da un rosone di forma circolare. L'interno, ad aula unica, presenta un soffitto con volte a crociera e un presbiterio di forma stondata, affrescato con rosoni.
Al centro della pavimentazione della chiesetta è sepolto monsignor Paolo Castiglioni, vicario generale dell'arcidiocesi di milano, nato a Barco il 12 marzo 1861, sull'epigrafe in marmo di Candoglia vi è riportata la seguente scritta (traduzione dal latino):
Chiamato da Dio il 19 marzo 1943 all'età di 69 anni. Il prelato è raffigurato anche in un dipinto apposto ad una delle pareti.